# Доње Подоточје
Доње Подоточје је насељено место у саставу Града Велике Горице, у Туропољу, Хрватска.

## Становништво
На попису становништва 2011. године, Доње Подоточје је имало 375 становника.

## Попис1991.
На попису становништва 1991. године, насељено место Доње Подоточје је имало 205 становника, следећег националног састава:
| Попис 1991.‍ | Попис 1991.‍ | Попис 1991.‍ | Попис 1991.‍ | Попис 1991.‍ |
| ----------- | ----------- | ----------- | ----------- | ----------- |
|             |             |             |             |             |
| Хрвати      | Хрвати      |             | 192         | 93,65%      |
| Словенци    | Словенци    |             | 2           | 0,97%       |
| Југословени | Југословени |             | 1           | 0,48%       |
| непознато   | непознато   |             | 10          | 4,87%       |
| укупно: 205 |             |             |             |             |